# Javad Davari
Javad Davari (en persan : جواد داوری), né le 25 avril 1983 à Ispahan, en Iran, est un joueur iranien de basket-ball, évoluant au poste de meneur.

## Palmarès
- Champion d'Asie 2007, 2009, 2013.